# From Zero World Tour
From Zero World Tour es una gira de conciertos en curso de la banda de rock estadounidense Linkin Park, en apoyo de su octavo álbum de estudio From Zero, que fue publicado el 15 de noviembre de 2024. La gira fue anunciada el 5 de septiembre de 2024, tras el lanzamiento del primer sencillo del álbum, «The Emptiness Machine». La primera etapa de la gira comenzó el 11 de septiembre de 2024 en el Kia Forum en Inglewood, Estados Unidos, y está programada para concluir el 15 de noviembre de 2025 en Porto Alegre, Brasil.
La gira es la primera de la banda en siete años y la primera sin el exvocalista principal Chester Bennington y el exbaterista Rob Bourdon. La gira tampoco contará con el guitarrista principal Brad Delson, quien se ha retirado de las giras, pero sigue siendo parte de la banda.

## Repertorio
La siguiente lista de canciones fue obtenida del concierto realizado el 11 de septiembre de 2024 en el Kia Forum en Inglewood, Estados Unidos. No representa todos los conciertos a lo largo de la gira.
1. «Somewhere I Belong»
2. «Crawling»
3. «Lying from You»
4. «Points of Authority»
5. «New Divide»
6. «The Emptiness Machine»

Acto 2: Creation
1. «The Catalyst»
2. «Burn It Down»
3. «Waiting for the End»
4. «Castle of Glass»
5. «When They Come for Me / Remember the Name»
6. «Lost in the Echo»
7. «Given Up»
8. «One Step Closer»

Acto 3: Collapse
1. «Lost» (versión en piano acortada)
2. «Breaking the Habit»
3. «What I've Done»

Acto 4: Kintsugi
1. «Leave Out All the Rest»
2. «My December» (versión acústica)
3. «Friendly Fire»
4. «Numb»
5. «In the End»
6. «Faint»

Acto 5: Resolution (Encore)
1. «Papercut»
2. «Keys to the Kingdom»
3. «Bleed It Out»

## Fechas
| Fecha                    | Ciudad               | País                 | Recinto                        | Telonero(s)                  |
| Primera etapa (2024)     | Primera etapa (2024) | Primera etapa (2024) | Primera etapa (2024)           | Primera etapa (2024)         |
| América del Norte        | América del Norte    | América del Norte    | América del Norte              | América del Norte            |
| ------------------------ | -------------------- | -------------------- | ------------------------------ | ---------------------------- |
| 11 de septiembre de 2024 | Inglewood            | Estados Unidos       | Kia Forum                      | Grandson                     |
| 16 de septiembre de 2024 | Nueva York           | Estados Unidos       | Barclays Center                | Grandson                     |
| Europa                   |                      |                      |                                |                              |
| 22 de septiembre de 2024 | Hamburgo             | Alemania             | Barclays Arena                 | Grandson                     |
| 24 de septiembre de 2024 | Londres              | Inglaterra           | The O2 Arena                   | Grandson                     |
| Asia                     |                      |                      |                                |                              |
| 28 de septiembre de 2024 | Incheon              | Corea del Sur        | Inspire Arena                  | —                            |
| Europa                   |                      |                      |                                |                              |
| 3 de noviembre de 2024   | Paris                | Francia              | Paris La Défense Arena         | Sleep Token                  |
| América del Norte        |                      |                      |                                |                              |
| 8 de noviembre de 2024   | Arlington            | Estados Unidos       | Globe Life Field               | Bad Omens Jean Dawson Helmet |
| América del Sur          |                      |                      |                                |                              |
| 11 de noviembre de 2024  | Bogotá               | Colombia             | Coliseo MedPlus                | —                            |
| 15 de noviembre de 2024  | São Paulo            | Brasil               | Allianz Parque                 | Ego Kill Talent              |
| 16 de noviembre de 2024  | São Paulo            | Brasil               | Allianz Parque                 | Ego Kill Talent              |
| Asia                     |                      |                      |                                |                              |
| 12 de diciembre de 2024  | Riad                 | Arabia Saudita       | Banban                         | —                            |
| Segunda etapa (2025)     |                      |                      |                                |                              |
| América del Norte        |                      |                      |                                |                              |
| 31 de enero de 2025      | Ciudad de México     | México               | Estadio GNP Seguros            | AFI                          |
| 3 de febrero de 2025     | Guadalajara          | México               | Estadio Tres de Marzo          | AFI                          |
| 5 de febrero de 2025     | Monterrey            | México               | Estadio Banorte                | AFI                          |
| Asia                     |                      |                      |                                |                              |
| 11 de febrero de 2025    | Tokio                | Japón                | Saitama Super Arena            | —                            |
| 12 de febrero de 2025    | Tokio                | Japón                | Saitama Super Arena            | —                            |
| 16 de febrero de 2025    | Yakarta              | Indonesia            | Stadion Madya GBK              | —                            |
| América del Norte        |                      |                      |                                |                              |
| 26 de abril de 2025      | Austin               | Estados Unidos       | Moody Center                   | Grandson                     |
| 28 de abril de 2025      | Tulsa                | Estados Unidos       | BOK Center                     | Grandson                     |
| 1 de mayo de 2025        | Grand Rapids         | Estados Unidos       | Van Andel Arena                | Grandson                     |
| 3 de mayo de 2025        | Baltimore            | Estados Unidos       | CFG Bank Arena                 | Grandson                     |
| 6 de mayo de 2025        | Raleigh              | Estados Unidos       | Lenovo Center                  | Grandson                     |
| 8 de mayo de 2025        | Greenville           | Estados Unidos       | Bon Secours Wellness Arena     | Grandson                     |
| 10 de mayo de 2025       | Columbus             | Estados Unidos       | Historic Crew Stadium          | PVRIS                        |
| 17 de mayo de 2025       | Daytona Beach        | Estados Unidos       | Daytona International Speedway | PVRIS                        |
| Europa                   |                      |                      |                                |                              |
| 12 de junio de 2025      | Nickelsdorf          | Austria              | Pannonia Fields                | PVRIS                        |
| 14 de junio de 2025      | Hradec Králové       | República Checa      | Aeropuerto de Hradec Králové   | PVRIS                        |
| 16 de junio de 2025      | Hannover             | Alemania             | Niedersachsenstadion           | Architects                   |
| 18 de junio de 2025      | Berlín               | Alemania             | Estadio Olímpico de Berlín     | Architects                   |
| 20 de junio de 2025      | Berna                | Suiza                | Bernexpo                       | TBA                          |
| 22 de junio de 2025      | Clisson              | Francia              | Val de Moine                   | TBA                          |
| 24 de junio de 2025      | Milán                | Italia               | Ippodromo La Maura             | PVRIS Spiritbox JPegMafia    |
| 26 de junio de 2025      | Arnhem               | Países Bajos         | Gelredome                      | Spiritbox JPegMafia          |
| 28 de junio de 2025      | Londres              | Inglaterra           | Estadio de Wembley             | Spiritbox JPegMafia          |
| 1 de julio de 2025       | Düsseldorf           | Alemania             | Merkur Spiel-Arena             | Architects JPegMafia         |
| 3 de julio de 2025       | Werchter             | Bélgica              | Werchter Festivalpark          | PVRIS                        |
| 5 de julio de 2025       | Gdynia               | Polonia              | Aeropuerto de Gdynia-Kosakowo  | PVRIS                        |
| 8 de julio de 2025       | Fráncfort            | Alemania             | Deutsche Bank Park             | Architects JPegMafia         |
| 9 de julio de 2025       | Fráncfort            | Alemania             | Deutsche Bank Park             | Architects JPegMafia         |
| 11 de julio de 2025      | París                | Francia              | Estadio de Francia             | TBA                          |
| América del Norte        |                      |                      |                                |                              |
| 29 de julio de 2025      | Nueva York           | Estados Unidos       | Barclays Center                | PVRIS                        |
| 31 de julio de 2025      | Boston               | Estados Unidos       | TD Garden                      | PVRIS                        |
| 1 de agosto de 2025      | Boston               | Estados Unidos       | TD Garden                      | PVRIS                        |
| 3 de agosto de 2025      | Newark               | Estados Unidos       | Prudential Center              | PVRIS                        |
| 5 de agosto de 2025      | Montreal             | Canadá               | Centre Bell                    | PVRIS                        |
| 6 de agosto de 2025      | Montreal             | Canadá               | Centre Bell                    | PVRIS                        |
| 8 de agosto de 2025      | Toronto              | Canadá               | Scotiabank Arena               | PVRIS                        |
| 11 de agosto de 2025     | Chicago              | Estados Unidos       | United Center                  | PVRIS                        |
| 14 de agosto de 2025     | Detroit              | Estados Unidos       | Little Caesars Arena           | PVRIS                        |
| 16 de agosto de 2025     | Filadelfia           | Estados Unidos       | Wells Fargo Center             | Jean Dawson                  |
| 19 de agosto de 2025     | Pittsburgh           | Estados Unidos       | PPG Paints Arena               | Jean Dawson                  |
| 21 de agosto de 2025     | Nashville            | Estados Unidos       | Bridgestone Arena              | Jean Dawson                  |
| 23 de agosto de 2025     | San Luis             | Estados Unidos       | Enterprise Center              | Jean Dawson                  |
| 25 de agosto de 2025     | Milwaukee            | Estados Unidos       | Fiserv Forum                   | Jean Dawson                  |
| 27 de agosto de 2025     | Mineápolis           | Estados Unidos       | Target Center                  | Jean Dawson                  |
| 29 de agosto de 2025     | Omaha                | Estados Unidos       | CHI Health Center              | Jean Dawson                  |
| 31 de agosto de 2025     | Kansas City          | Estados Unidos       | T-Mobile Center                | Jean Dawson                  |
| 3 de septiembre de 2025  | Denver               | Estados Unidos       | Ball Arena                     | Jean Dawson                  |
| 6 de septiembre de 2025  | Phoenix              | Estados Unidos       | Footprint Center               | Jean Dawson                  |
| 13 de septiembre de 2025 | Los Ángeles          | Estados Unidos       | Intuit Dome                    | JPegMafia                    |
| 15 de septiembre de 2025 | San José             | Estados Unidos       | SAP Center                     | JPegMafia                    |
| 17 de septiembre de 2025 | Sacramento           | Estados Unidos       | Golden 1 Center                | JPegMafia                    |
| 19 de septiembre de 2025 | Portland             | Estados Unidos       | Moda Center                    | JPegMafia                    |
| 21 de septiembre de 2025 | Vancouver            | Canadá               | Rogers Arena                   | JPegMafia                    |
| 24 de septiembre de 2025 | Seattle              | Estados Unidos       | Climate Pledge Arena           | JPegMafia                    |
| América del Sur          |                      |                      |                                |                              |
| 25 de octubre de 2025    | Bogotá               | Colombia             | Vive Claro                     | TBA                          |
| 28 de octubre de 2025    | Lima                 | Perú                 | Estadio San Marcos             | TBA                          |
| 31 de octubre de 2025    | Buenos Aires         | Argentina            | Parque de la Ciudad            | TBA                          |
| 2 de noviembre de 2025   | Santiago             | Chile                | Estadio Nacional               | TBA                          |
| 5 de noviembre de 2025   | Curitiba             | Brasil               | Estadio Couto Pereira          | TBA                          |
| 8 de noviembre de 2025   | São Paulo            | Brasil               | Estadio de Morumbi             | TBA                          |
| 11 de noviembre de 2025  | Brasilia             | Brasil               | Estadio Mané Garrincha         | TBA                          |
| 16 de noviembre de 2025  | Ciudad de México     | México               | Autódromo Hermanos Rodríguez   | TBA                          |